# Bardhyl Gashi

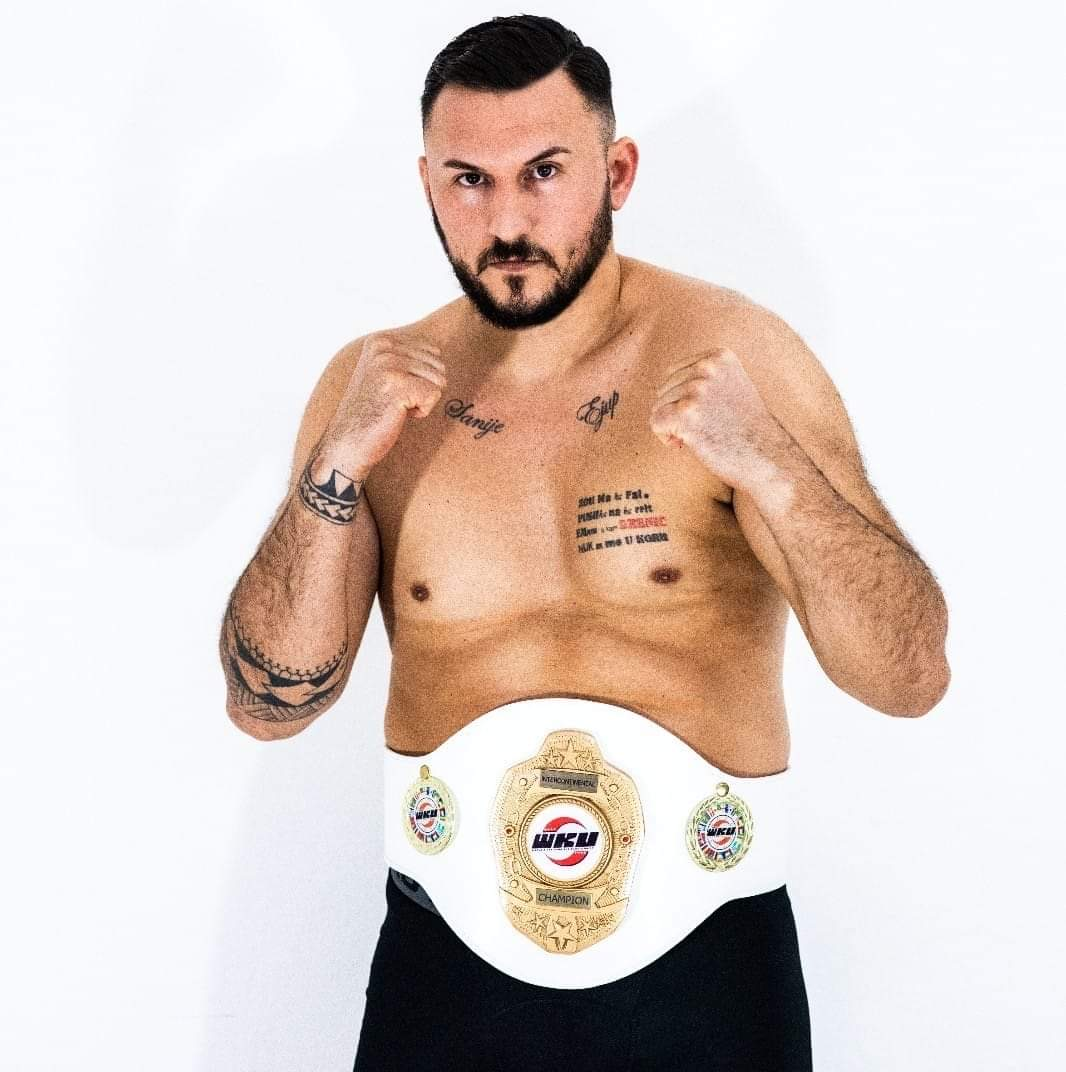
Bardhyl Gashi (2020)

Bardhyl Gashi (geb. 6. Januar 1989 in Kopiliq l ulét, Region Drenica, Kosovo) ist ein deutscher Kickboxer mit albanischen Wurzeln.

## Leben
Anfang der 1990er Jahre kam Bardhyl Gashi mit seiner Familie (Eltern, 3 Brüder und eine Schwester) als Kriegsflüchtling aus dem Kosovo nach Deutschland. Die erste Station in Deutschland war Göppingen, 2007 kam er mit seiner Familie nach Eberbach. Die ersten Jahre sammelte er seine Erfahrungen mit dem Kickboxen in Bammental, bevor er 2014 nach Mannheim zu den Black Scorpions wechselte. Bekannt wurde Gashi durch das Tragen des albanischen Plis. Er wurde 2014 Deutscher Meister, 2016 Vize-Europameister und 2018 Intercontinental Champion. 2019 eröffnete er die Boxschule „Kickboxschmiede“ in seinem Heimatort Eberbach. Er ist weiterhin als Profikickboxer aktiv.
Bei seinem letzten Kampf in seiner Profikarriere holte Gashi 2022 bei der Prestige Championship 2 Gala in Heilbronn den WKU-Weltmeisterschaftstitel in seiner Gewichtsklasse.
Gashi heiratete 2017 und ist seit 2020 Vater zweier Kinder.
| Personendaten    | Personendaten                          |
| ---------------- | -------------------------------------- |
| NAME             | Gashi, Bardhyl                         |
| KURZBESCHREIBUNG | deutscher Kickboxer                    |
| GEBURTSDATUM     | 6. Januar 1989                         |
| GEBURTSORT       | Kopiliq l ulét, Region Drenica, Kosovo |